# Nationaal Park Lauwersmeer
Het Nationaal Park Lauwersmeer is een ca. 60 km² groot nationaal park in het noorden van Nederland.

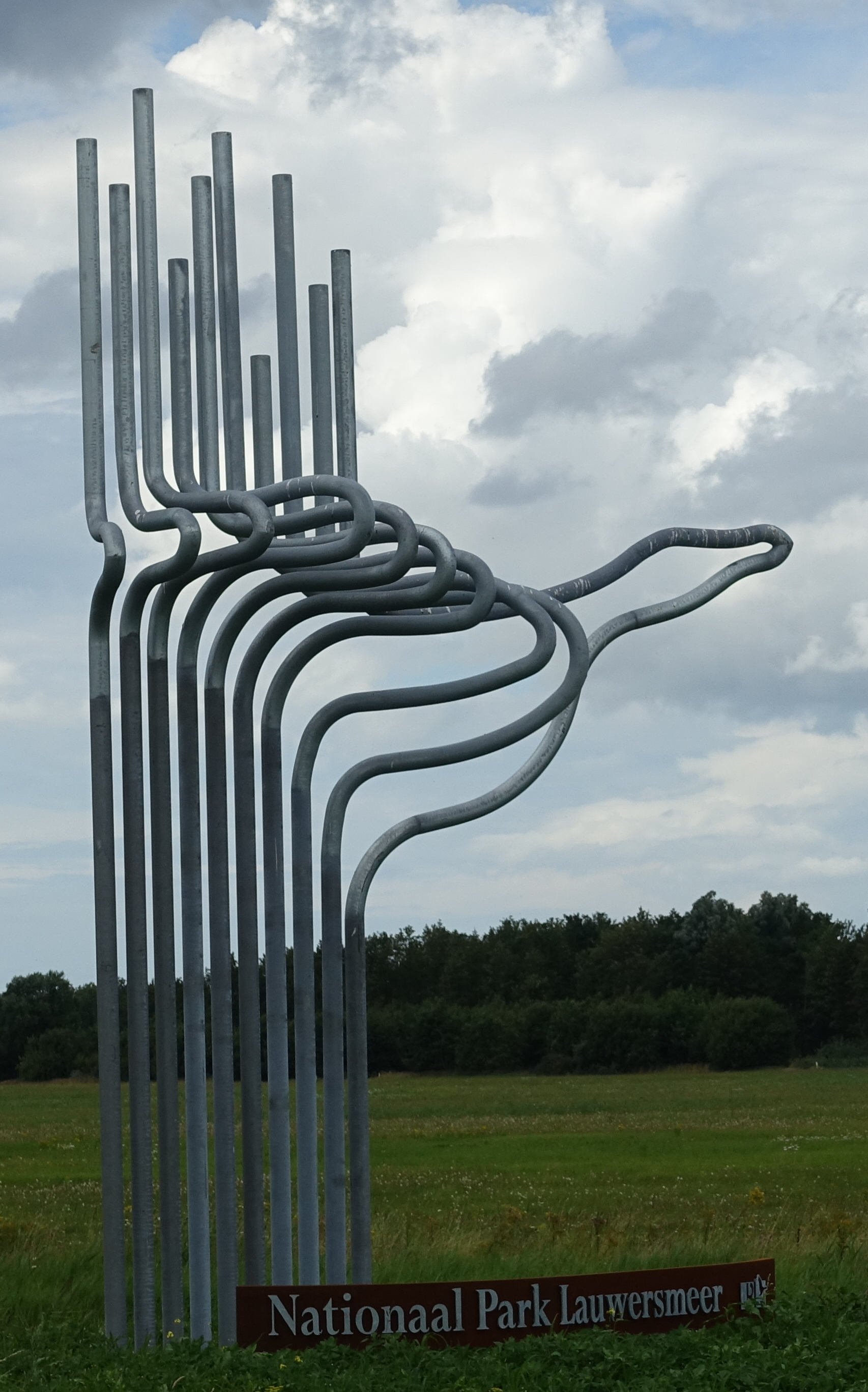
Het beeldmerk van het park, zoals dat op verschillende plaatsen in het landschap staat, foto 2021

Na de afsluiting van het Lauwersmeer in 1969 zijn de hooggelegen zeebodems (het wad) droog komen te staan. In de eerste jaren zijn grote delen hiervan vrijwel aan hun lot overgelaten, zodat er met name ten oosten van de weg van Zoutkamp naar Lauwersoog veel natuur ontstond.
Het gebied heeft een open karakter, al bevindt zich in het noorden, ten zuidoosten van Lauwersoog, het Ballastplaatbos en in het zuiden, bij Dokkumer Nieuwe Zijlen het Zomerhuisbos. Het nationaal park is een verblijfplaats voor (trek)vogels, zoals de slechtvalk, de rosse grutto, lepelaar. In de winter verblijven er veel ganzen. Er is een vogelkijkhut in Ezumakeeg.

## Toegankelijkheid
Grote delen van de Ballastplaat, de Rug, de Sennerplaat, de Blikplaat, de Ezumakeeg, de Hoek van Bant en het eiland de Schoenerbult zijn niet toegankelijk.
Het Lauwersmeer is voor het grootste deel bevaarbaar, maar de wateren Achter de Zwarten, het Hoornse gat, de Vlinderbalg, het Jaap Deensgat, de Babbelaar, het Simonsgat en het Blikplaatgat zijn verboden gebied.

## Land van juffrouw Ali
Een bijzondere plek is het Land van juffrouw Ali met zijn vele orchideeën. Dit gebied bevindt zich ten zuiden van het het dorp Lauwersoog en is vernoemd naar een medewerkster van Rijkswaterstaat, die in de jaren 80 onderzoek deed naar de planten en dieren in dit gebied.

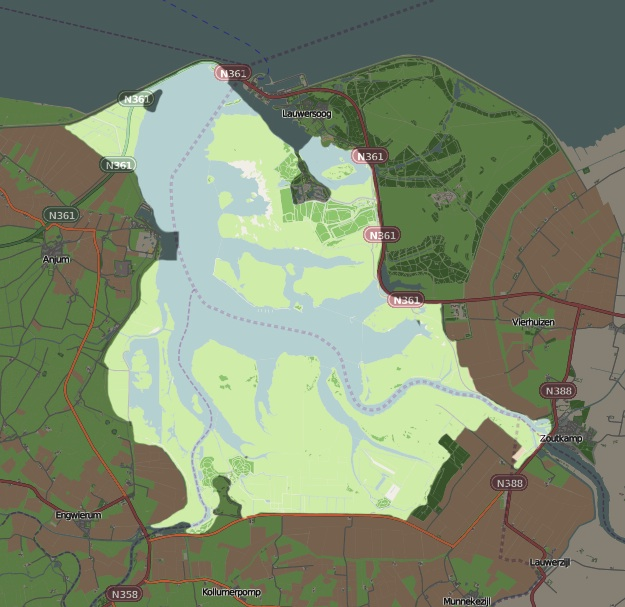
Kaart van het Nationaal Park

## Dark Sky Park
In 2016 riep de International Dark Sky Association het park uit tot het tweede Dark Sky Park van Nederland. Dark Sky Parken zijn gebieden in de wereld waar de nachtelijke duisternis optimaal tot haar recht komt. Mensen zijn er ’s nachts ook welkom om van die duisternis te genieten. Het eerste Dark Sky Park in Nederland was Boschplaat.